# Psecas rubrostriatus
Psecas rubrostriatus är en spindelart som beskrevs av Schmidt 1956. Psecas rubrostriatus ingår i släktet Psecas och familjen hoppspindlar. Inga underarter finns listade i Catalogue of Life.